# أل هابارد
أل هابارد (بالإنجليزية: Al Hubbard)‏ هو لاعب كرة قاعدة أمريكي، ولد في 9 ديسمبر 1860 في ويستفيلد في الولايات المتحدة، وتوفي في 14 ديسمبر 1930 في نيوتن في الولايات المتحدة.

## وصلات خارجية
- أل هابارد على موقعبيزبول رفرنس.كوم (الدوري الرئيسي) (الإنجليزية)
- أل هابارد على موقعبيزبول رفرنس.كوم (الدوري الثانوي) (الإنجليزية)